# Bane (DC Comics)
Bane je izmišljeni lik, supernegativac u stripovima koje izdaje DC Comics. 1993. su ga stvorili Chuck Dixon, Doug Moench, i Graham Nolan. Bane je jedan od Batmanovih fizički i intelektualno najsnažnijih protivnika. Bane je rangiran kao IGN-ov 34. najveći stripovski negativac svih vremena. Robert Swenson je glumio Banea kao sporednog negativca u filmu Batman i Robin. Tom Hardy ga je glumio u filmu  Vitez tame: Povratak gdje je on jedan od glavnih likova.